# Suchet (ruisseau)
Le Suchet ou les Gorges est une petite rivière de l'Allier, dans la région Auvergne-Rhône-Alpes. Elle se jette dans les eaux du ruisseau de Puy Guillon, en rive gauche, donc les Gorges sont un sous-affluent de la Loire par le Venant, la Bouble, la Sioule et l'Allier.

## Géographie
Il est enjambé par l'autoroute A71. De 8,9 kilomètres, il prend sa source sur la commune de Sazeret, près du lieu-dit le Champ Fond, près de la route nationale 79, à 468 m d'altitude. Il s'appelle aussi le ruisseau de Gonge ou le ruisseau de l'étang Ranciat. Il coule du nord vers le sud.
Il conflue dans le Puy Guillon en rive gauche sur la commune de Blomard, à 310 m d'altitude, juste à l'est du moulin Marmot.

### Communes et cantons traversés
Il traverse les trois communes suivantes, de l'amont vers l'aval, de Sazeret (source), Saint-Marcel-en-Murat et Blomard (confluence).
Soit en termes de canton, les Gorges prend source et conflue dans le même canton de Commentry, dans l'arrondissement de Montluçon.

### Bassin versant
Le Suchet traverse une seule zone hydrographique le Venant du rau de Puy Guillon (c) à la Bouble (nc) (K335) de 151 km2 de superficie. Ce bassin versant est constitué à 85,13 % de « territoires agricoles », à 13,28 % de « forêts et milieux semi-naturels », à 1,34 % de « territoires artificialisés », à 0,16 % de « surfaces en eau »

## Affluents
les Gorges a un seul affluent référencé :
- la Gondière (rd[note 1]), 1,4 km sur la seule communes de Saint-Marcel-en-Murat.

### Rang de Strahler
Donc son rang de Strahler est de deux.

## Aménagements et écologie
Sur son cours on rencontre, de l'amont vers l'aval, l'étang Pravet et l'étang Ranciat.